# Ульяновка (Романовский район)
Ульяновка (укр. Улянівка) — село на Украине, основано в 1870 году, находится в Романовском районе Житомирской области.
Население по переписи 2001 года составляет 139 человек. Почтовый индекс — 13000. Телефонный код — 4146. Занимает площадь 41,6 км².

## Адрес местного совета
13002, Житомирская область, Романовский р-н, с.Ольшанка